# Парламентские выборы во Франции (1827)
Парламентские выборы во Франции 1827 года проходили 17 и 24 ноября. Избирательным правом обладали только налогоплательщики. Это были четвёртые выборы во время второй Реставрации.

## Результаты
| Партия                               | Места |
| ------------------------------------ | ----- |
| Левые (Aide toi et le ciel t'aidera) | 180   |
| Правительственные кандидаты          | 180   |
| Правые (в альянсе с правительством)  | 70    |
| Всего                                | 430   |